# برپاخیزان جهنم ۳: جهنم روی زمین
برپاخیزان جهنم ۳: جهنم روی زمین (به انگلیسی: Hellraiser III: Hell on Earth) یک فیلم فراطبیعی ترسناک آمریکایی محصول سال ۱۹۹۲ به کارگردانی آنتونی هیکاکس با بازی داگ بردلی، تری فارل، پائولا مارشال و اشلی لاورنس است.
استقبال از این فیلم در زمان اکران بهتر از فیلم قبلی بود و در آمریکا ۱۲٫۵ میلیون دلار فروخت. در سال ۱۹۹۶، برپاخیزان جهنم ۴ منتشر که آخرین فیلم از این مجموعه بود که در سینماها اکران شد.